# برد فاتح (زاز الغربي)
برد فاتح (بالفارسية: بردفاتح) هي قرية تقع في إيران في قسم زاز الغربي الریفي. يقدر عدد سكانها بـ 49 نسمة .